# Literarni agent
Literarni agent (pogosto tudi sinonim za "založniškega agenta") je vrsta agenta, ki uradno zastopa scenariste, pisatelje ali pesnike ter njihova ustvarjena dela. Agencija, ki zaposluje literarne agente, se imenuje literarna agencija. 
Glavni nalogi literarnih agentov sta prodaja ustvarjenega dela in pogajanja pri sami prodaji. Ob koncu prodaje se jim od prodanega dela izplača določen delež, običajno od deset do dvajset odstotkov od celotne prodajne cene. Osnovna cilja literarnih agentov sta prodati zastopana dela in še naprej zastopati svoje partnerje.
Scenaristi imajo navadno agente in menedžerje. Odvisno od primera do primera, a navada je, da na primer nekega scenarista zastopajo agenti na področju filma, drugi na področju televizije, s tem pa si preprečujejo, da bi si hodili v lase in imeli možnost krasti provizijo.
Literarnega agenta pa se ne sme mešati z literarnim menedžerjem.